# Булат (присілок)
Була́т (рос. Булат, башк. Булат) — присілок у складі Туймазинського району Башкортостану, Росія. Входить до складу Бішкураєвської сільської ради.
Населення — 266 осіб (2010; 233 у 2002).
Національний склад:
- башкири — 76 %